# Коли розводять мости
«Коли розводять мости» (рос. Когда разводят мосты) — радянський художній фільм, створений на кіностудії «Ленфільм» в 1962 році. Про напружений пошук юнаками свого місця в світі.

## Сюжет
І останній іспит, і випускний вечір, і добрі напуття вчителів — все залишилося позаду. Перед вчорашніми десятикласниками відкрилися всі шляхи. У Гаріка все зрозуміло: він майбутній фізик. Так само зрозуміла дорога і для Бориса — «він буде робити кар'єру». Валерці ж неприємно пристосуванство свого колишнього однокласника, а до фізики він виявився малоздібним: на іспитах у морехідне училище, куди його вабила романтика далеких мандрівок, він «завалив» саме її.
До того ж Валерка закохався в свою сусідку Інгу, яка, закінчивши бібліотечний інститут, не захотіла поїхати в село і в пошуках легкого життя залишилася в Ленінграді, заробляючи потроху дрібною халтурою. Через неї Валерка зробив ряд дурних вчинків: не сказавши батькам, полетів у Москву, пішов з театру, де почав було працювати освітлювачем, щоб не дарма їсти хліб. Але Інга, як і раніше, дивилася на Валерку як на немовля. Незабаром Валерці пощастило: йому вдалося влаштуватися на судно з романтичною назвою «Зюйд-Вест». Але виявилося, що «Зюйд-Вест» — не могутній океанський теплохід, а маленький старий портовий буксир.
Незабаром «Зюйд-Вест» через недбалість свого капітана — базіки Річарда — зазнав аварії. Цілу добу батько Валерки — старий портовий робітник — зі своїми товаришами піднімали буксир. І тоді Валерка вирішив піти працювати в порт, куди давно кликав його батько. А вчитися він вирішив заочно. Про це він повідомив своїм друзям наступного випускного вечора в школі, куди його покликали нові випускники.

## У ролях
- Володимир Ємельянов —  батько
- Валентина Бєляєва —  мати Валерки, Анна Михайлівна
- Володимир Колокольцев —  Валерка
- Ія Арепіна —  Інга
- Людмила Ковальова —  Іра
- Юрій Хазов —  Гарік
- Леонід Биков —  Річард
- Євген Кудряшов —  Толік, боцман буксира «Зюйд-Вест»
- Володимир Четвериков —  однокласник Валерія
- Людмила Болтрик — епізод
- Лілія Гурова — епізод
- Михайло Погоржельский — епізод
- Павло Панков — епізод
- Євген Гвоздьов
- Анатолій Кириллов — епізод
- Оскар Лінд — епізод
- Микола Мельников — епізод
- Микола Муравйов — епізод
- Любов Малиновська — епізод

## Знімальна група
- Режисери:  Віктор Соколов
- Автор сценарію: Василь Аксьонов
- Оператори:  Мойсей Магід,  Лев Сокольський
- Художник-постановник:  Олександр Блек
- Композитор:  Надія Симонян
- Звукорежисер: Олександр Беккер